# Josefina Rigolfas i Torras
Josefina Rigolfas i Torras (Igualada, 19 de setembre de 1944 - Igualada, 3 de març de 2014) fou una pianista catalana. La seva carrera d'interpretació destacà en la seva infància i joventut, arribant a actuar com a solista amb formacions orquestrals de renom, oferint recitals freqüentment a les sales més importants del país i obtenint diversos premis que acreditaven el seu virtuosisme al piano. Fou professora dels Conservatoris d’Igualada i Cervera.

## Biografia

### Inicis
Josefina Rigolfas va néixer a Igualada l’any 1944, filla gran del matrimoni format per Miquel Rigolfas i Agustina Torras i Bonet. Tingué dos germans: Miquel i Maria Rita. Als tres anys començà les primeres passes al piano amb l’ajuda de la seva mare, que era pianista. Quan complí sis anys, inicià els estudis de piano sota la tutela de la pianista i directora d’orquestra Maria Dolors Rosich, que l’acompanyà durant gairebé tota la seva formació.
El 12 d’abril de 1952, amb només set anys d’edat, oferí el primer concert al Saló d’Actes de la sucursal de Granollers de la Caixa d’Estalvis Provincial.

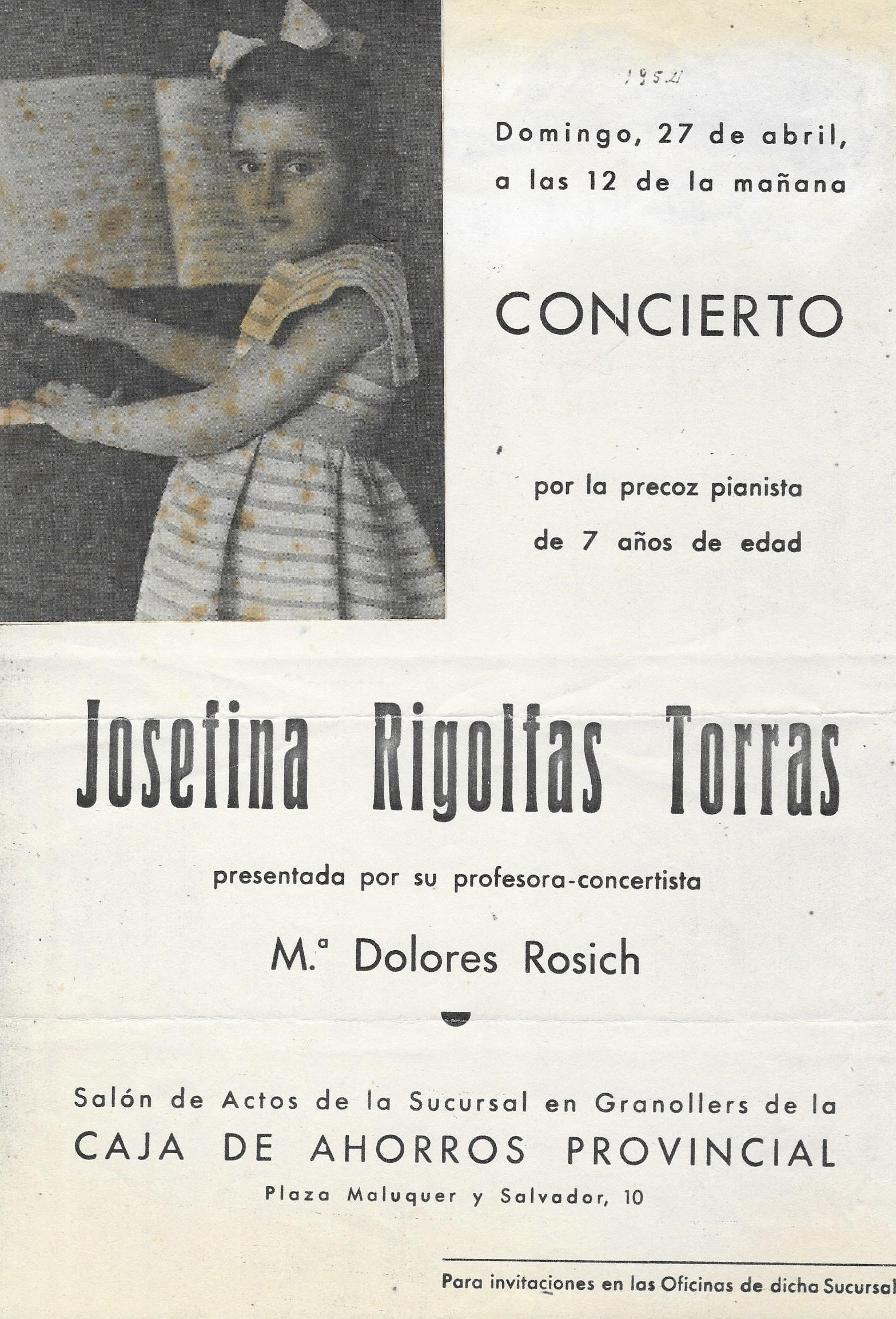
Anunci del primer concert de la pianista Josefina Rigolfas (1952).

El 8 de febrer de 1953, actuà en un concert a l'Empar de Santa Llúcia, actual edifici del CosmoCaixa, en homenatge a Ricard Lamote de Grignon, que havia obtingut el Premi Ciutat de Barcelona l’any 1951 per la composició “Enigmes”. El concert inicià amb l'Orquestra Femenina Isabel de la Calle, de la qual Maria Dolors Rosich era la directora, i seguidament Rigolfas interpretà la col·lecció “Engrunes”, de Lamote de Grignon.
Rigolfas s'estrenà a Igualada el 6 de maig de 1954 al Cercle Mercantil, en un concert compartit amb el violoncel·lista Antoni Muset.
Després d’aquestes primeres aparicions en públic, Rigolfas col·laborà en d'altres actes i vetllades musicals com al Foment de Vilanova i la Geltrú, de nou a l’Empar de Santa Llúcia (on actuarà assíduament) i a l'Escola Pia de Sarrià. Destaca el seu primer recital en solitari al Casal del Metge de Barcelona el 22 d’abril de 1956. Paral·lelament, obtingué del Conservatori Superior Municipal de Música de Barcelona el Premi d’Honor del grau mitjà de piano del curs 1955-56 per unanimitat.
El punt d’inflexió de la seva incipient carrera tingué lloc el 31 de maig de 1956, quan Rigolfas, aleshores una nena de dotze anys, debutà com a solista al teatre del Círculo Nacional (ara Ateneu Igualadí de la Classe Obrera) amb l'Orquestra Municipal de Barcelona sota la batuta del cèlebre director i compositor Eduard Toldrà. L’acte, patrocinat per l'Ajuntament d’Igualada, generà molta expectació i les principals publicacions se’n feren ressò amb múltiples notícies, entrevistes i cròniques pels volts d’aquelles dates. El concert fou un gran esdeveniment a nivell de ciutat per la contractació d’una orquestra distingida amb més de noranta professionals que interpretava un ambiciós repertori simfònic inusual a Igualada i la visita d’una gran personalitat del panorama musical català, però sobretot pel que la premsa local concebé com una presentació oficial de la jove pianista, que interpretà de memòria el Concert en re menor per a piano i orquestra de Wolfgang Amadeus Mozart.

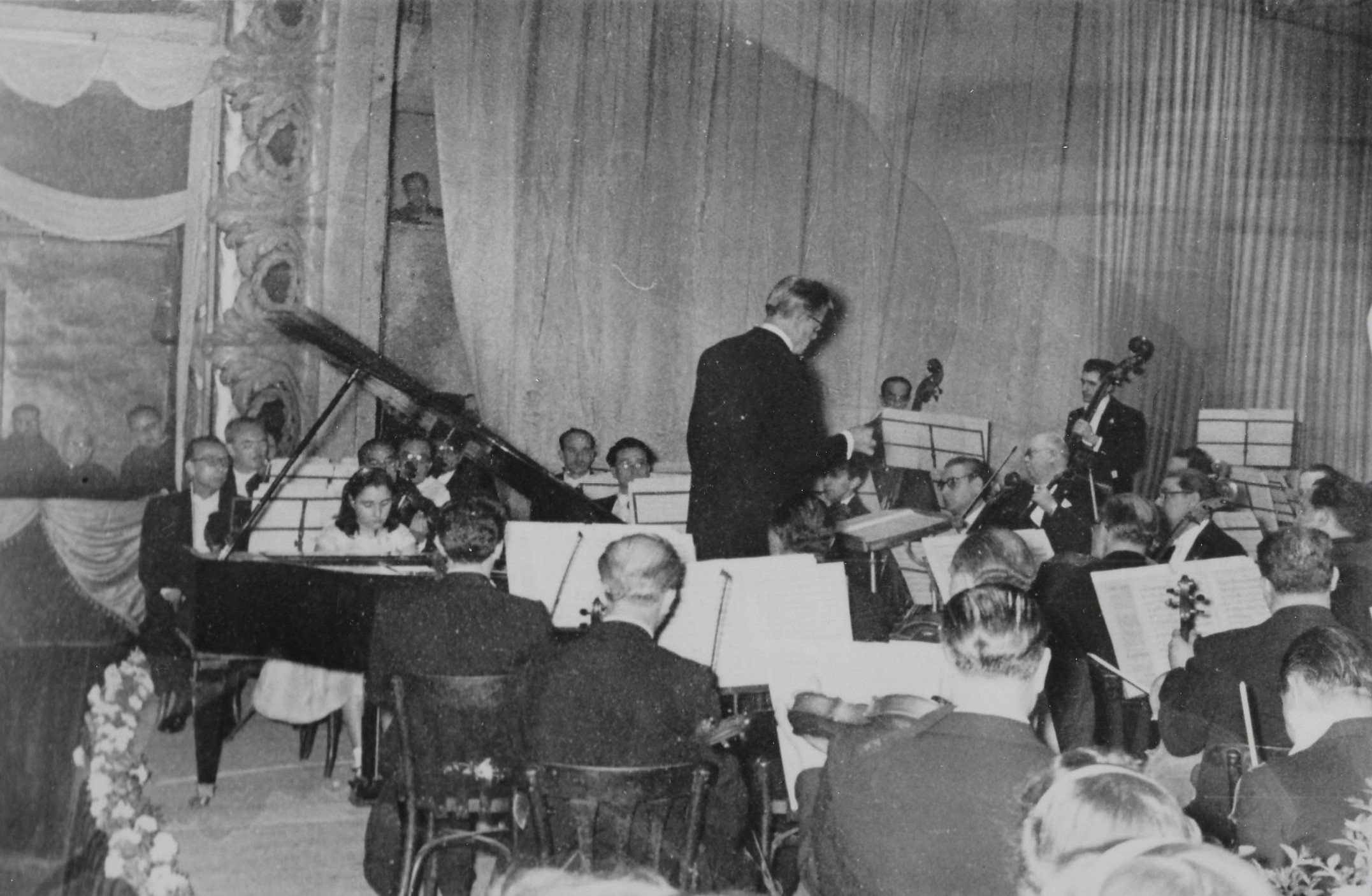
La pianista Josefina Rigolfas a l'Ateneu Igualadí com a solista de l'Orquestra Municipal de Barcelona, dirigida per Eduard Toldrà (1956).

### Joventut
En els següents anys, Rigolfas continuà estudiant i oferint recitals, al Conservatori Municipal de Música de Manresa, a l’Empar de Santa Llúcia, al Cercle Mercantil i al Casal del Metge. El curs 1959-60 obtingué el Premi d’Honor del grau superior de piano del Conservatori Superior Municipal de Música de Barcelona.
El 15 de juny de 1960 Rigolfas participà en un concert homenatge pòstum al mestre Joan Just, músic i compositor fill adoptiu d’Igualada, en un format molt similar al del gran esdeveniment del 1956. Repetí com a solista al Centro Nacional amb l’Orquestra Municipal de Barcelona d’Eduard Toldrà, aquest cop interpretant el Concert núm. 1 per a piano i orquestra de Felix Mendelssohn.
Uns mesos després, el 27 de novembre, Rigolfas s'estrenà amb l’edat de setze anys al Palau de la Música de Barcelona amb aquest mateix repertori, obtenint molt bones crítiques per part de la premsa barcelonina.
Pocs dies més tard, Rigolfas marxà de gira per França i Itàlia per fer dos concerts a Canes i a Milà amb l’Orquestra Femenina Isabel de la Calle, que aleshores ja dirigia Pilar Pérez Malla.

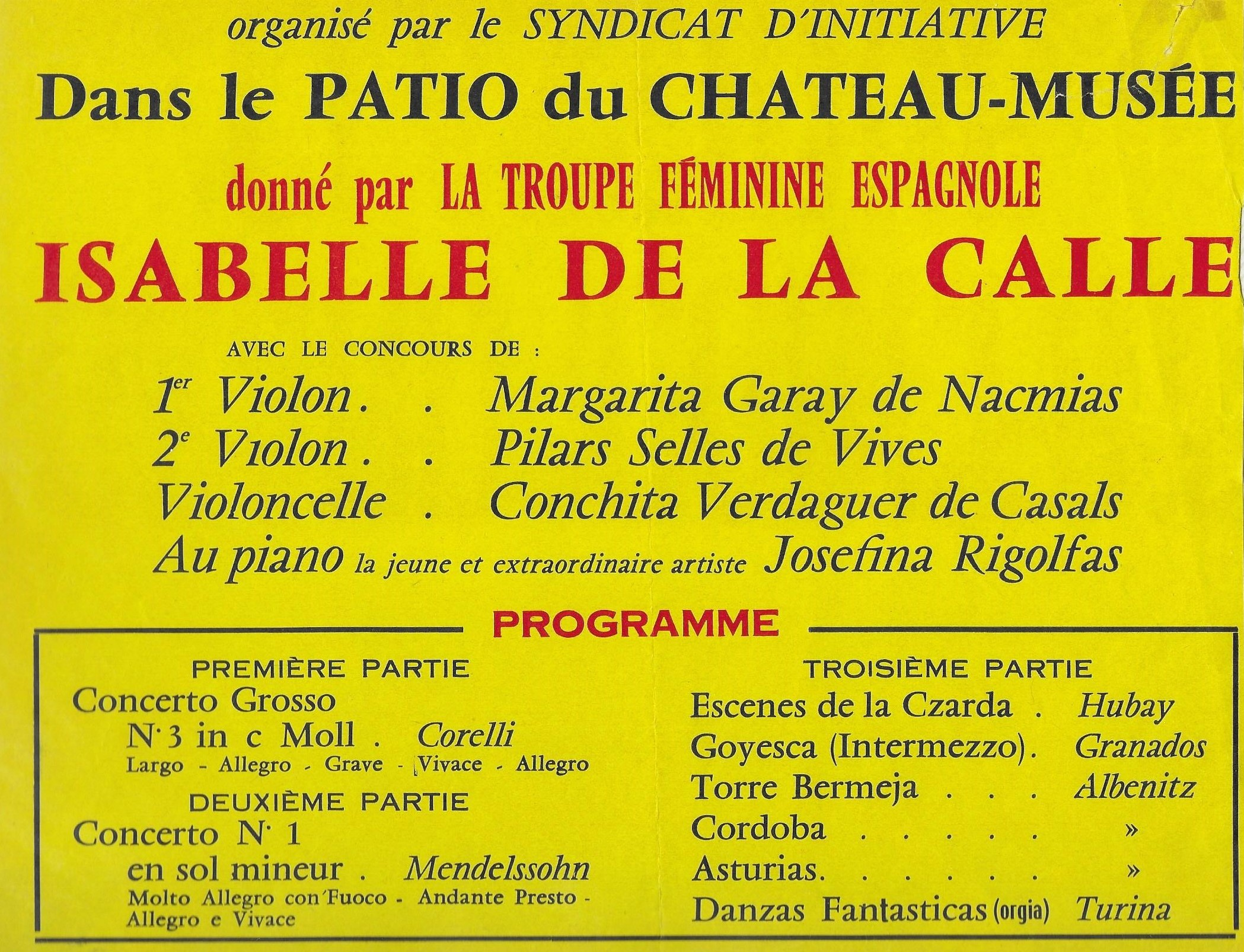
Programa de mà d'un concert a Cannes (1960) en el qual Josefina Rigolfas actuà com a solista.

Posteriorment, Rigolfas obtingué per unanimitat el Premi d’Honor de virtuosisme de piano del Conservatori Superior Municipal de Música de Barcelona el curs 1962-63 i actuà en les principals sales de Barcelona com, per exemple, a l'Ateneu Barcelonès. Destacà sobretot un recital que oferí en solitari al Palau de la Música el 25 d’abril de 1964, en exclusiva per als socis de l'Orfeó Català, i al Círculo Medina el 20 de maig. Estudià amb Rosa Sabater i Monique Deschaussées, dues de les millors pianistes del moment.

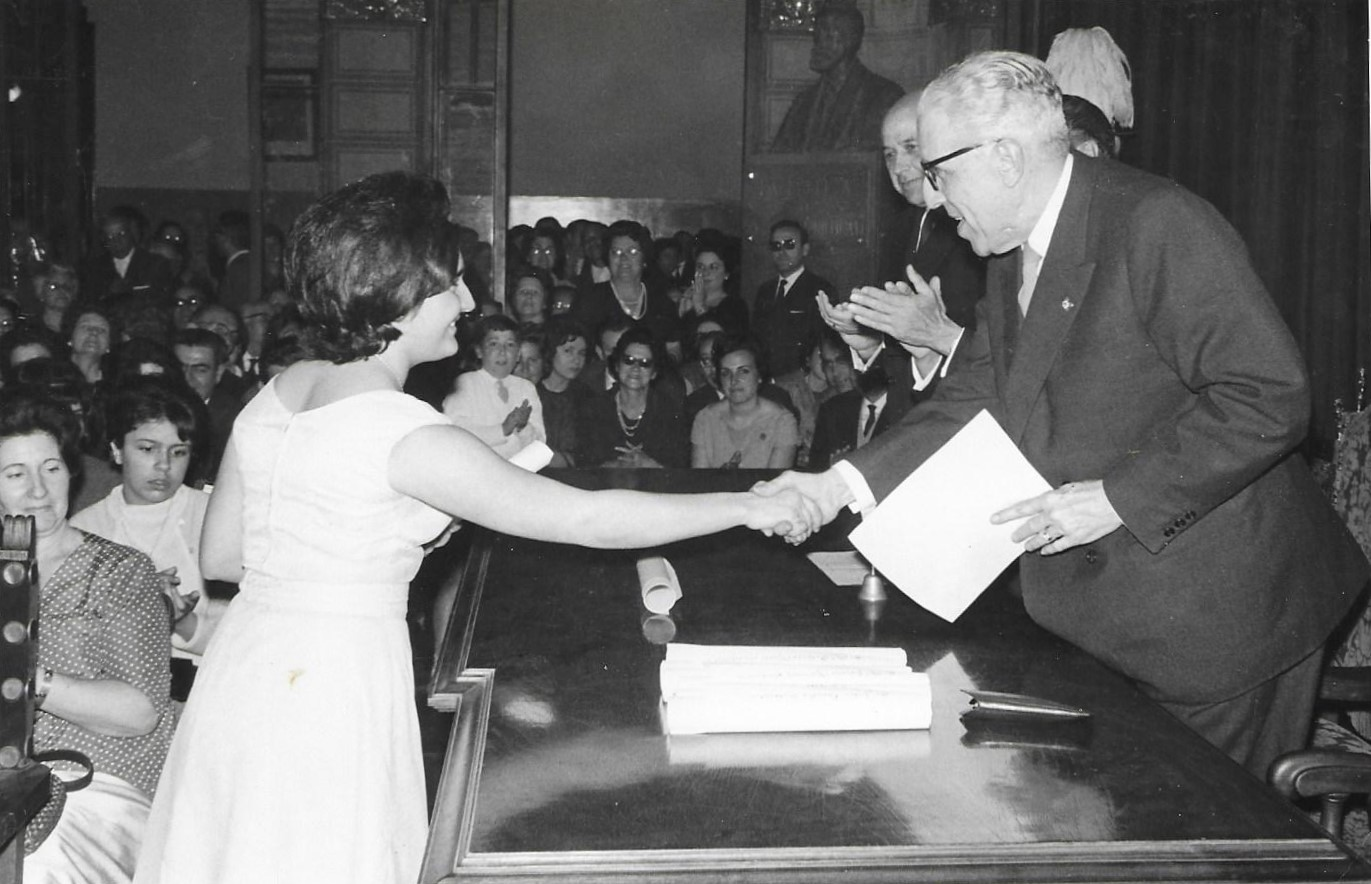
Josefina Rigolfas rebent el Premi d'Honor de piano de Joaquim Zamacois (1963).

El 13 de desembre de 1964 tornà al Palau de la Música com a solista de la Banda Municipal de Barcelona, sota la direcció de Joan Pich Santasusana, interpretant el Concert en la menor per a piano i orquestra d’Edvard Grieg.
El 7 de febrer de 1965 aconseguí per unanimitat el primer premi del II Concurs de piano (I Provincial) que organitzà les Joventuts Musicals de Sabadell. A més d’una dotació econòmica de 10.000 pessetes, el premi consistia en una gira de deu concerts arreu de Catalunya i les Illes Balears, el primer dels quals es feu a Sabadell l’11 d’abril.
El 10 d’abril les Joventuts Musicals d’Igualada li arranjaren un concert homenatge en reconeixement dels mèrits obtinguts en la seva carrera musical. Ella es feu càrrec de la música de l’acte, juntament amb l’arpista barcelonina Rosa Balcells.

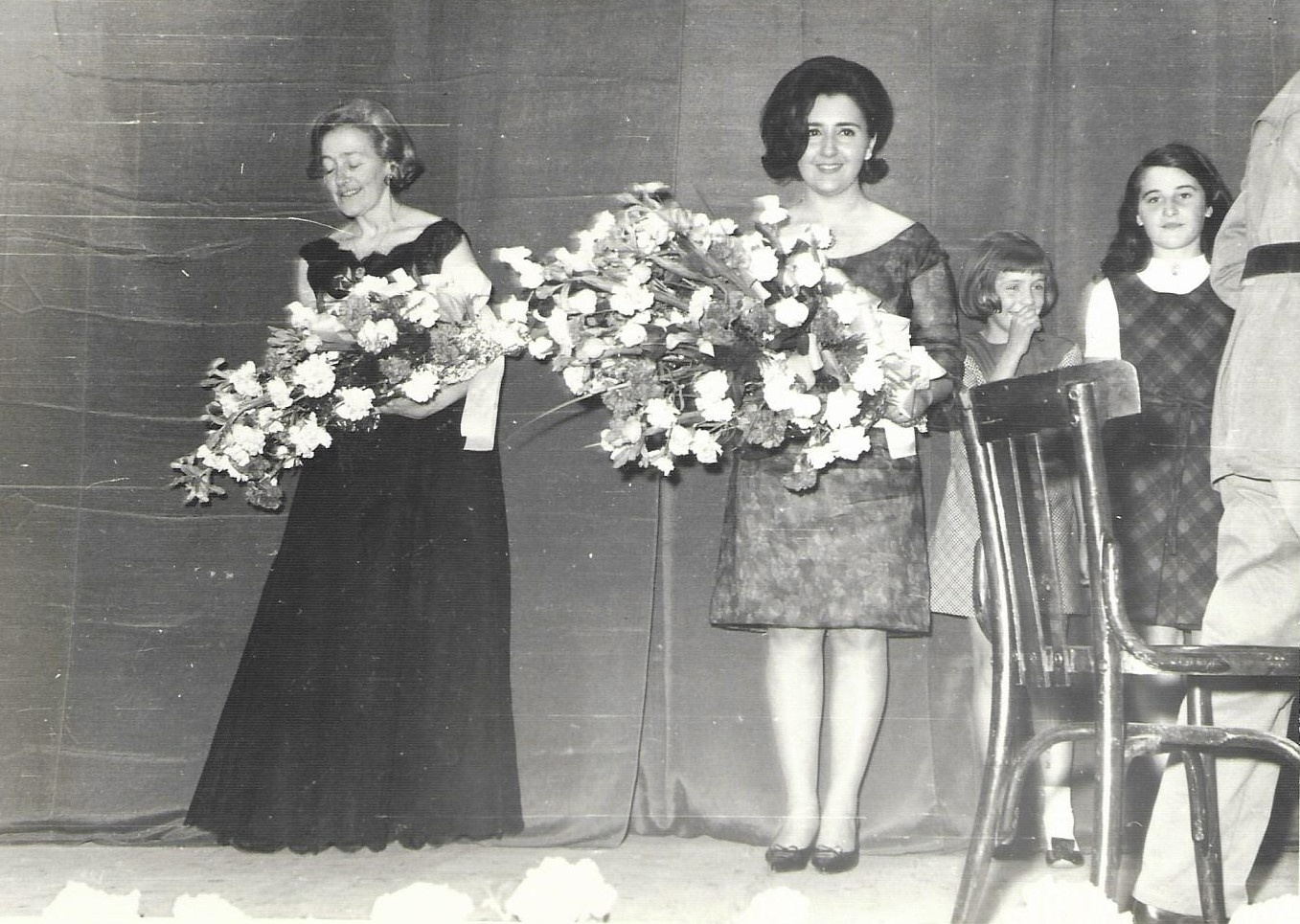
Josefina Rigolfas, homenatjada al Círculo Mercantil d'Igualada (1965).

El 27 d’abril Rigolfas participà a Madrid en la fase final del concurs organitzat per la Delegación Nacional de Juventudes per trobar el Millor Concertista Juvenil d’Espanya de l’any 1965, on competí amb instrumentistes d'altres especialitats.
A finals d’any, prosseguí la gira de concerts amb motiu de l’èxit al Concurs de piano de Sabadell, que s'estengué fins al febrer de 1966 amb actuacions a Maó, Vilanova i la Geltrú, Terrassa i Barcelona. El 23 de març també obtingué el Premi Ònia Farga de piano del curs 1962-63 del Conservatori Superior Municipal de Música de Barcelona. Participà també com a becària als cursos d’estiu de Santiago de Compostel·la, treballant amb Frederic Mompou, Alícia de Larrocha i Antonio Iglesias.

### Últims concerts de joventut i etapa local
El 20 de desembre de 1966 s'estrenà a Lleida convidada per l’Associació de Música i tornà a la ciutat per oferir un recital el 19 de gener de 1969. Entremig, les seves aparicions en públic minvaren dràsticament, tret d’un concert per a Televisió Espanyola i un altre a Barcelona l’any 1968. El motiu d’aquesta pausa fou el casament de Josefina Rigolfas i Torras amb Jaume Gabarró i Prat i el naixement del seva primera filla Sandra.
Per aquelles dates també fou guardonada amb el Premi Maria Barrientos del Conservatori Superior Municipal de Música de Barcelona, que oferia l’ampliació dels seus estudis a l’estranger. No obstant, no marxà per motius familiars. 
El 14 de març de 1969 obtingué de nou per unanimitat el primer lloc al VI Concurs de piano (III Regional) de les Joventuts Musicals de Sabadell, en el qual pogué tornar a participar quatre anys després per haver canviat l’àmbit del concurs de provincial a regional.
Després d’un últim concert al Palau de la Música l’any 1970, Rigolfas s'apartà deu anys de la vida de concertista per dedicar-se a la seva família i a la docència als Conservatoris d’Igualada i Cervera. Tingué dos fills més amb Jaume Gabarró: Albert i Èlia.
No reemprengué els concerts fins al 21 de novembre de 1980 a l’Ateneu Igualadí. La premsa local feu gran ressò del retorn de Rigolfas, però aquest acte encetaria una etapa de concerts de caràcter local, d’activitat més espaiada en el temps i en sales no tan reconegudes com les d’anys anteriors: l’any 1982 a Mollerussa, el 1983 a Girona, el 1986 a Cervera, el 1987 a Sant Salvador (el Vendrell)... Durant aquests anys compartí programes amb músics com el pianista Jordi Vilaprinyó (amb qui ha col·laborat en diverses ocasions), el flautista David Riba, la cantant Elisenda Cabero, el violoncel·lista Romain Boyer, les violinistes Montserrat Cervera i Victòria Fernández, els pianistes Guillem Martí i Montserrat Cabero i els percussionistes Marc Cabero i Pilar Subirà.
El maig de l’any 1999 Rigolfas presentà el seu únic CD Somni d’amor. En aquest treball, Rigolfas grava els tres nocturns “Liebesträume” de Franz Liszt i els acompanya amb d'altres peces de l’autor que l’acompanyaren durant tota la seva carrera: “La Campanella”, “Un sospiro”, “Gnomenreigen”...

## Guardons
- 1955 - Premi d’Honor del grau mitjà del Conservatori Superior Municipal de Música de Barcelona
- 1960 - Premi d’Honor del grau superior del Conservatori Superior Municipal de Música de Barcelona
- 1963 - Premi d’Honor de virtuosisme de piano del Conservatori Superior Municipal de Música de Barcelona
- 1964 - Premi Ònia Farga del Conservatori Superior Municipal de Música de Barcelona
- 1965 - I Concurs Provincial de Piano de les Joventuts Musicals de Sabadell
- 1965 - Finalista a Millor Concertista Juvenil d’Espanya
- 1969 - Premi Maria Barrientos del Conservatori Superior Municipal de Música de Barcelona
- 1969 - III Concurs Regional de Piano de les Joventuts Musicals de Sabadell

## Discografia
- 1999 - Franz Liszt, Somni d’amor

## Reconeixement i memòria
El municipoi d'Òdena ha posat el seu nom a un carrer del nucli de població de l'Espelt.
El pianista Moisès Fernández Via, que va començar la seva formació musical amb Josefina Rigolfas, dedicà a la seva professora el disc Mans nues, al 2014.
La pianista i compositora Clara Peya, neboda seva, li dedicà el disc esPiral (2015), que va presentar al Teatre Municipal l’Ateneu d’Igualada en el que constituí un homenatge a Josefina Rigolfas, pocs mesos després de la seva pèrdua.
Al 2015 es va proposar de donar el seu nom al nou institut d'Igualada, que finalment rebé el d'Antoni Badia i Margarit. L'alcalde de la ciutat es comprometé aleshores a honorar i homenatjar permanentment la pianista que havia ensenyat música a tants igualadins.